# ارنست نیلسون
ارنست نیلسون (سوئدی: Ernst Nilsson؛ ۱۰ مه ۱۸۹۱ – ۱۱ فوریه ۱۹۷۱) کشتی‌گیر اهل سوئد بود.
وی در مسابقات کشوری و بین‌المللی در مجموع برندهٔ ۲ مدال طلا، ۱ مدال برنز شده‌است.